# Filmographie sur la prostitution
Liste non exhaustive de films sur le thème de la prostitution et du travail du sexe, quel que soit l'angle sous lequel il est traité : 
- de la dénonciation de l'esclavage, de la prostitution forcée, de la traite des blanches à la défense de droits de travailleuses du sexe, à sa vulgarisation ;
- ou des films dont l'un des personnages principaux est un(e) ou plusieurs prostitué(e)(s) ou travailleuse et travailleur du sexe.

## A
- Accattone de Pier Paolo Pasolini
- Adua et ses compagnes d'Antonio Pietrangeli
- Agadir Bombay de Myriam Bakir. Une Marocaine de 14 ans rêve d'aller à Agadir, où elle découvre finalement l'univers de la prostitution.
- Agent X 27 de Josef von Sternberg.
- Les Ailes de la colombe de Benoît Jacquot.
- Ainsi soient-elles de Patrick Alessandrin et Lisa Alessandrin.
- Alanis d'Anahí Berneri.
- L'Apollonide : Souvenirs de la maison close de Bertrand Bonello.
- L'Amant de poche de Bernard Queysanne.
- L'Amour d'une mère de Yasujirō Ozu.
- American Gigolo de Paul Schrader.
- Anora de Sean Baker.
- Appelez-moi monsieur Tibbs de Gordon Douglas.
- L'Amour braque d'Andrzej Żuławski.
- L'Anti-gang de Burt Reynolds.
- L'argent fait le bonheur de Robert Guédiguian.
- Avant l'aube de Balaji K. Kumar.
- L'Avventura de Michelangelo Antonioni.

## B
- Bad Guy (Nabbeun namja), de Kim Ki-duk.
- La Balance, de Bob Swaim.
- La Ballade de Bruno de Werner Herzog.
- La Bête blanche de Mikio Naruse.
- La Belle de Saïgon de Victor Fleming.
- Belle de jour de Luis Buñuel avec Catherine Deneuve, tiré du roman éponyme de Joseph Kessel. Une jeune bourgeoise ne trouve pas le plaisir avec son mari, mais croit s'émanciper en se prostituant.
- The Balcony de Joseph Strick.
- The Best Little Whorehouse in Texas de Colin Higgins.
- Bouches cousues de Pino Tosini.
- Byzantium de Neil Jordan

## C
- Carnage de Michael Ritchie.
- Casque d'Or de Jacques Becker.
- Ce corps tant désiré de Luis Saslavsky
- Le Centre du Monde de Wayne Wang.
- La Chienne de Jean Renoir.
- Cinq femmes autour d'Utamaro de Kenji Mizoguchi.
- Chaos, de Coline Serreau.
- Claire Dolan, de Lodge Kerrigan.
- C'est mon gigolo de David Hemmings.
- Chloé d'Atom Egoyan.
- Confession dans la nuit de Giorgio Pàstina.
- Confession d'une pécheresse de Willi Forst.
- Combien tu m'aimes ? de Bertrand Blier.
- La Corde raide de Richard Tuggle.
- La Courtisane de Marshall Herskovitz.
- Cliente.
- La Crème de la crème de Kim Chapiron.
- Co-ed call girl avec Tori Spelling.
- Complices de Frederic Mermoud.

## D
- Dancing at the Blue Iguana de Michael Radford.
- Des filles pour l'armée de Valerio Zurlini.
- Deep End de Jerzy Skolimowski.
- Dédée d'Anvers d'Yves Allégret.
- Der gelbe Schein de Victor Janson et Eugen Illés.
- De l'autre côté de Fatih Akın.
- De la part de Stella (1996) de Coky Giedroyc.
- La Dérobade avec Miou-Miou.
- Deuce Bigalow : Gigolo à tout prix de Mike Mitchell.
- Deuce Bigalow : Gigolo malgré lui de Mike Bigalow
- Deux ou trois choses que je sais d'elle de Jean-Luc Godard.
- Die Rache einer Frau de Robert Wiene.
- Dossier prostitution de Jean-Claude Roy
- La Divine de Wu Yonggang[1].
- Le Désert de Pigalle de Léo Joannon.

## E
- Elles de Małgorzata Szumowska.
- En chair et en os de Pedro Almodóvar.
- C'était son homme de Lloyd Bacon.
- L'Élégie d'Osaka de Kenji Mizoguchi.
- L'Épreuve de force.
- El pez que fuma de Román Chalbaud
- Escort Girl de Bob Swaim
- Eastern Boys de Robin Campillo.
- Étreintes brisées de Pedro Almodóvar.
- Eden de Megan Griffiths.
- Emanuelle et les Filles de madame Claude de Joe D'Amato.

## F
- Femmes de la nuit de Kenji Mizoguchi.
- La Femme au portrait de Lang, avec Joan Benett.
- La Femme du port, le mélodrame classique d'Arcady Boytler, et la version d'Arturo Ripstein (entre autres).
- La Femme et le Pantin de Josef von Sternberg.
- La Femme flambée de Robert van Ackeren.
- La Fille de l'enfer de William A. Wellman.
- La Fille dans la vitrine de Luciano Emmer.
- Les Fleurs de Shanghai, de Hou Hsiao Hsien.
- Flics de choc de Jean-Pierre Desagnat.
- Les Filles de Grenoble de Joël Le Moigné.
- Les Fruits de la passion de Shūji Terayama
- Film d'amour et d'anarchie de Lina Wertmüller.
- Un fils d'Amal Bedjaoui.
- Une femme de Tokyo de Yasujirō Ozu.
- Fiona d'Amos Kollek.
- From Hell des Frères Hughes.
- Fucking Fernand de Gérard Mordillat.
- Ma fille en danger Peter Levin.

## G,H,I
- Garçons d'Athènes, de Constantinos Giannaris.
- Les Garçons du trottoir, de Ruthie Shatz et Adi Barash.
- Gigolo, de David Hemmings avec David Bowie et Marlène Dietrich.
- Girlfriend Experience, de Steven Soderbergh.
- The Happy Hooker, de Nicholas Sgarro.
- Hardcore, de Paul Schrader.
- Hier, aujourd'hui et demain de Vittorio De Sica
- Histoire d'une prostituée de Seijun Suzuki.
- Histoire singulière à l'est du fleuve de Shirō Toyoda.
- Hôtel du Nord de Marcel Carn
- Hope Lost de David Petrucci
- Mon homme, de Bertrand Blier.
- L'Île (Seom), de Kim Ki-duk.
- Impitoyable, de Clint Eastwood.
- In the flesh, de Ben Taylor.
- Inland Empire de David Lynch.
- Irma la douce, de Billy Wilder.
- Irina Palm de Sam Garbarski.
- Trafic d'innocence de Christian Duguay.

## J,K
- Jamais le dimanche de Jules Dassin.
- Jeanne Dielman, 23, quai du commerce, 1080 Bruxelles de Chantal Akerman.
- J'étais une pécheresse de Giorgio Pàstina.
- Je prends la chose du bon côté de Michel Gérard.
- Le Jeu avec le feu d'Alain Robbe-Grillet.
- Jeune et jolie de Francois Ozon.
- J'embrasse pas d'André Téchiné.
- Johns de Scott Silver.
- Journal d'une fille perdue de Richard Oswald.
- Journal intime d'une call girl.
- Le Journal d'une fille perdue.
- Jusqu'à notre prochaine rencontre d'Yasujirō Ozu.
- Les Jours et les nuits de China Blue de Ken Russell.
- Klute d'Alan J. Pakula.

## L
- L.A. Confidential de Curtis Hanson.
- La Tricheuse d'Émile-Georges De Meyst.
- Leaving Las Vegas, de Mike Figgis.
- Le Moraliste de Giorgio Bianchi
- L.I.E. Long Island Expressway de Michael Cuesta
- Lilja 4-ever de Lukas Moodysson.
- London to Brighton Paul Andrew Williams.
- Loulou de G.-W. Pabst.
- Love Ranch de Taylor Hackford.
- Ce lieu sans limites d'Arturo Ripstein.
- Le lycee de la honte de Doug Campbell.

## M
- Madame Claude de Sylvie Verheyde.
- Madame Claude de Just Jaeckin.
- Macadam cowboy de John Schlesinger.
- Maîtresse de Barbet Schroeder.
- Massacre pour une orgie de Jean-Pierre Bastid.
- Matrioshki le trafic de la honte de Marc Punt et Guy Goossens.
- La Mauvaise Éducation de Pedro Almodóvar.
- Mauvaises Fréquentations de Jean-Pierre Améris avec Lou Doillon.
- Mauvaise Passe de Michel Blanc avec Daniel Auteuil.
- La Maison, d'Anissa Bonnefont.
- La Maison de madame Adler de Russell Rouse.
- La Maison du Maltais de Pierre Chenal.
- La Maison des mille poupées de Jeremy Summers.
- La Mort d'un ami de Franco Rossi.
- Moi, Christiane F., 13 ans, droguée, prostituée… d'Ulrich Edel.
- Mona Lisa de Neil Jordan.
- Mon capitaine, un homme d'honneur de Massimo Spano.
- Mon Trésor, de Keren Yedayal.
- Mónica del Raval, de Francesc Betriu.
- Mes chères études, d'Emmanuelle Bercot.
- Much Loved de Nabil Ayouch.
- Les Musiciens de Gion, de Kenji Mizoguchi.
- Mysterious Skin, de Gregg Araki.
- My Own Private Idaho de Gus Van Sant.

## N,O
- Nag la bombe de Jean-Louis Milesi.
- Nana de Jean Renoir.
- Never on sunday de Jules Dassin.
- Les Nuits de Cabiria de Federico Fellini.
- Not for sale/Pas à vendre de Marie Vermeiren.
- Opéra de Malandro de Ruy Guerra.
- One, Two, Two : 122, rue de Provence de Christian Gion/

## P,Q
- Paprika de Tinto Brass.
- Paris, Texas de Wim Wenders.
- Pas de pitié pour les caves de Henri Lepage.
- Passeport pour la honte d'Alvin Rakoff.
- Permission d'aimer de Mark Rydell
- La Petite de Louis Malle .
- Le Plaisir de Max Ophüls.
- Le Plus Vieux Métier du monde de Claude Autant-Lara, Mauro Bolognini, Jean-Luc Godard, Philippe de Broca...
- La Porte du paradis (Heaven's Gate) de Michael Cimino.
- Portrait of Jason de Shirley Clarke.
- Pretty Woman de Garry Marshall.
- Primrose Path de Gregory La Cava.
- Princesas de Fernando León de Aranoa.
- Princesa de Henrique Goldman (page Wikipedia en anglais).
- Prostitution de Richard Oswald.
- Proposition indécente avec Demi Moore.
- Pulsions de Brian De Palma.
- La Putain de Ken Russell.
- La Pensionnaire d'Alberto Lattuada
- Que la fête commence de Bertrand Tavernier.
- Qu'est-ce que j'ai fait pour mériter ça ? de Pedro Almodóvar.
- Querelle de Rainer Werner Fassbinder.

## R
- Raphaël ou le Débauché de Michel Deville.
- Les Ripoux de Claude Zidi.
- Le Roman de Marguerite Gautier de George Cukor.
- La Rue de Jerry Schatzberg.
- La Rue de la honte, de Kenji Mizoguchi.
- La Rue chaude, d'Edward Dmytryk.
- Rue des plaisirs, de Patrice Leconte, avec Laetitia Casta.
- Rosa la Rose de Paul Vecchiali : l'histoire d'une prostituée des Halles.

## S,T
- Sakuran, de Mika Ninagawa.
- Salaam Bombay !, de Mira Nair.
- Sale Destin de Sylvain Madigan.
- Samaria, de Kim Ki-duk.
- Sauvage, de Camille Vidal-Naquet
- Sex Traffic, de David Yates.
- Sonhos roubados (Rêves volés), de Sandra Werneck.
- Stand-by, de Roch Stéphanik.
- Super Fly de Gordon Parks Jr.
- Sweet Karma, d'Andrew Thomas Hunt ; www.imdb.com/title/tt1467088/ ; super sexy
- Taken, de Pierre Morel, sur les réseaux de prostitution
- Taxi Driver, de Martin Scorsese
- Le Téléphone rose, d'Édouard Molinaro
- Terre promise, d'Amos Gitaï, sur la traite des blanches
- Te souviens-tu de Dolly Bell ? d'Emir Kusturica
- The Smell of Us
- Thomas est amoureux de Pierre-Paul Renders
- Tiresia, de Bertrand Bonello
- Tout sur ma mère, de Pedro Almodóvar
- Tokyo Bordello de Hideo Gosha
- Transe, de Teresa Villaverde
- Traffic in Souls de George Loane Tucker

## U
- Utopia de Sohrab Shahid Saless.
- Un certain désir d'Hans Albin et Peter Berneis.
- Une prostituée au service du public et en règle avec la loi de Italo Zingarelli.
- Un homme revient de Max Neufeld?

## V,W
- La Valse dans l'ombre de Mervyn LeRoy.
- Vendues, de Jean-Claude Jean.
- Vers le sud de Laurent Cantet.
- La Viaccia, de Mauro Bolognini avec Claudia Cardinale et Jean-Paul Belmondo.
- La Vie d'O'Haru femme galante, de Kenji Mizoguchi.
- La Vie nouvelle de Philippe Grandrieux.
- La Vie promise, d'Olivier Dahan.
- Viva Laldjérie, de Nadir Moknèche.
- Les Volets clos de Luigi Comencini.
- Viens je t'emmène d'Alain Guiraudie.
- Violette Nozière de Claude Chabrol.
- Vivre sa vie de Jean-Luc Godard.
- Vulcano de William Dieterle.
- Welcome to the Rileys de Jake Scott.
- Wild Side de Sébastien Lifshitz.

## Y
- Les Yeux secs de Narjiss Nejjar.

## Documentaire
2024 : La Prostitution au cinéma épisode de Blow Up.